# قائمة المليارديرات الأوكرانيين
هذه قائمة المليارديرات الأوكرانيين تستند إلى التقييم السنوي للثروة والأصول التي جمعتها ونشرتها مجلة فوربس في عام 2021.

## 2021 قائمة المليارديرات الأوكرانيين
| ترتيب العالمي | اسم               | المواطنة                                    | صافي الثروة (بالدولار الأمريكي) | مصدر الثروة           |
| ------------- | ----------------- | ------------------------------------------- | ------------------------------- | --------------------- |
| 327           | رينات أخميتف      | أوكرانيا                                    | 7,6 مليار دولار                 | الصلب والفحم          |
| 1249          | فيكتور بينتشوك    | أوكرانيا                                    | 2.5 مليار دولار                 | أنابيب فولاذية متنوعة |
| 1362          | كوستيانتين زيفاجو | أوكرانيا                                    | 2.4 مليار دولار                 | التعدين               |
| 1750          | إيهور كولومويسكي  | أوكرانيا · إسرائيل · قبرص                   | 1,8 مليار دولار                 | البنوك والاستثمارات   |
| 1833          | هنادي بوهوليوبوف  | أوكرانيا · المملكة المتحدة · إسرائيل · قبرص | 1.7 مليار دولار                 | البنوك والاستثمارات   |
| 1931          | بترو بوروشنكو     | أوكرانيا                                    | 1.6 مليار دولار                 | الحلويات              |
| 2141          | فاديم نوفينسكي    | أوكرانيا                                    | 1,4 مليار دولار                 | صلب                   |